# Gabriel Castellá
|  | No s'ha de confondre amb Gabriel Castellà i Raich. |

Gabriel Castellá (Montevideo, 1947 - ibídem, 7 d'abril de 2011) va ser un advocat i polític uruguaià pertanyent al Front Ampli i va complir les funcions de viceministre de Defensa des de l'1 de març de 2010, amb l'assumpció de José Mujica com a president de la República.

## Biografia
Castellá va néixer a Montevideo i es va dedicar a la política a edat primerenca. Va ser membre del Moviment de Participació Popular, grup esquerrà que forma part de la coalició del Front Ampli i al qual pertany el mateix president Mujica.
Durant la presidència de Tabaré Vázquez (2005-2010) va ocupar el càrrec de ministre de Defensa. Més endavant, li van diagnosticar càncer i va haver de rebaixar el seu nivell de participació política.
L'abril del 2011, ocupant el càrrec de viceministre de Defensa de l'Uruguai, va ser traslladat a l'Hospital Militar de Montevideo per complicacions de la salut. Va morir el 7 d'abril, segons els mitjans de comunicació, a causa d'un infart. El govern uruguaià, mentrestant, ja va confirmar que Castellá seria enterrat amb honors d'estat al Cementiri Central.